# Vísky u Letovic
Vísky (deutsch Wisek, früher Wissek) ist eine Gemeinde in Tschechien. Sie liegt sechs Kilometer nordwestlich von Boskovice und gehört zum Okres Blansko.

## Geographie

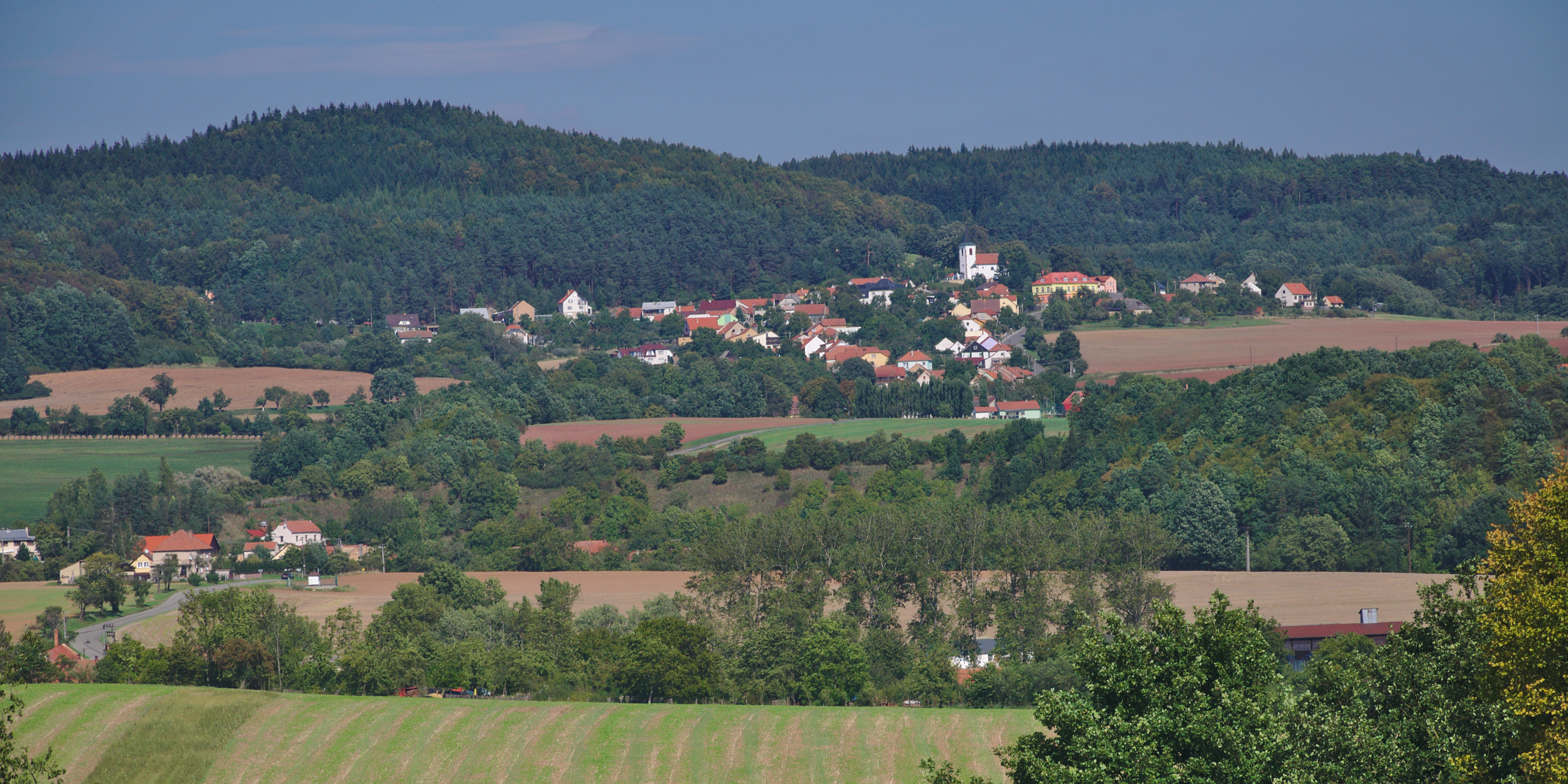
Ortsansicht Vísky

Vísky befindet sich am südlichen Fuße der Podorlická pahorkatina (Adlergebirgsvorland) in der Boskowitzer Furche. Im Norden erheben sich der Písečný vrch (522 m) und die Hora (544 m), südwestlich der Skřib (470 m). Drei Kilometer östlich liegt die Trasse der unvollendeten Reichsautobahn Wien-Breslau.
Nachbarorte sind Kladoruby und Andělka im Norden, Amerika und Pamětice im Nordosten, Knínice u Boskovic und Vážany im Osten, Sudice und Bačov im Südosten, Hodiška und Chrudichromy im Süden, Míchov und Podolí im Südwesten, Jindřichov im Westen sowie Letovice, Třebětín und Trávník im Nordwesten.

## Geschichte
Die erste schriftliche Erwähnung von Vísky erfolgte im Jahre 1464, der Ort ist aber wesentlich älter. Vísky bestand ursprünglich aus den drei Rundlingen Horní Vísky, Prostřední Vísky und Dolní Vísky, die im Laufe der Zeit zu einem Dorf zusammenwuchsen. Ab 1770 begann in Vísky der Schulunterricht.
Nach der Aufhebung der Patrimonialherrschaften bildete Vísky ab 1850 eine Gemeinde in der Bezirkshauptmannschaft Boskovice. 1889 bezog die Schule ein eigenes Schulhaus. Im Jahre 1896 eröffnete in Vísky ein Postamt, das zugleich Filiale der Postsparkasse war. 1897 errichtete der Lehrer Jan Matoušek eine Gemeindebücherei ein. Matoušek leitete auch das Postamt. 1902 kaufte die Gemeinde eine Feuerspritze. Östlich des Dorfes erfolgten zwischen 1939 und 1941 Bauarbeiten für die Reichsautobahn Wien-Breslau. In den letzten Tagen des Zweiten Weltkrieges wurde Vísky von der Wehrmacht besetzt, am 9. Mai 1945 verließen die deutschen Truppen das Dorf fluchtartig. Die Straßenverbindung zwischen Letovice, Vísky, Pamětice und Míchov wurde 1950 errichtet. Mit Beginn des Jahres 1961 wurde Vísky dem Okres Blansko zugeordnet. Zusammen mit den Gemeinden Pamětice und Míchov entstand 1999 das Projekt der Schule für ländliche Erneuerung (Škola obnovy venkova), deren Sitz in Vísky ist. Im Jahre 2004 eröffnete das Tourismuszentrum Agrocentrum Ohrada. Víský wurde 2008 zum Dorf fes Jahres im Jihomoravský kraj gekürt. In der Gemeinde besteht eine Zucht von Altkladrauer Rappen.

## Gemeindegliederung
Für die Gemeinde Vísky sind keine Ortsteile ausgewiesen.

## Sehenswürdigkeiten
- Pfarrkirche des hl. Michael im Oberdorf, die ursprünglich romanische Kirche entstand im 13. Jahrhundert und ist eine der ältesten Kirchen in Mähren. Ihre heutige Gestalt erhielt sie um 1640. Eine der beiden Kirchenglocken stammt aus der Zeit der Gotik und soll den Überlieferungen nach die älteste in Mähren sein. Sie trägt eine rätselhafte alttschechische Inschrift aus gotischen Minuskeln. Legenden berichten, dass ein Pilger aus dem Morgenland auf der Glocke von einer großen Schlacht unterhalb von Vísky nach der am nächsten Morgen der Bach an der Mühle Pastvisko blutgetränkt gewesen sein soll, gelesen hat. Die Inschrift konnte im November 2009 durch die Direktorin des Museums Blansko, Eva Nečasová, teilweise entziffert werden.[3]
- Barocke Kapelle im Mitteldorf
- Mineralien- und Fossilienausstellung von Václav Stoupal, eröffnet 2005